# زیخووتس
زیخووتس (به لاتین: Zichovec) یک منطقهٔ مسکونی در جمهوری چک است که در شهرستان کلادنو واقع شده‌است. زیخووتس ۱٫۶ کیلومتر مربع مساحت و ۱۱۶ نفر جمعیت دارد و ۲۲۵ متر بالاتر از سطح دریا واقع شده‌است.